# Alléskolan
Alléskolan är en gymnasieskola i Hallsberg driven av Sydnärkes utbildningsförbund som består av Hallsbergs,  Askersunds och Laxå kommuner. Merparten av ungdomarna i dessa kommuner samt Kumla kommun läser sina gymnasieutbildningar på Alléskolan. 
Skolan har sex högskoleförberedande program, elva yrkesprogram samt fem introduktionsprogram.

## Idrott
Skolan har utbildning inom bågskytte (NIU), fotboll NIU) och orientering (NIU och riksidrottsgymnasium).

## Kända elever
1. Magnus Hagberg
2. Mikael Mogren
3. Håkan Nesser